# Onciale 058
- Papyrus
- Onciale
- Minuscules
- Lectionnaire

Le Codex 058, portant le numéro de référence 058 (Gregory-Aland), ε 010 (Soden), est un manuscrit du parchemin en écriture grecque onciale. 

## Description
Le codex se compose de une folio. Il est écrit en deux colonnes, dont 26 lignes par colonne. Les dimensions du manuscrit sont 19 cm x 13 cm. Les paléographes datent ce manuscrit du IVe siècle,. 
Les est un manuscrit contenant fragmentes du texte du Évangile selon Matthieu 18,18-29. 
Contenu
Matthieu 18:18-19.22-23.25-26.28-29 
Texte
Le texte du codex représenté type mixte. Kurt Aland le classe en Catégorie III. 
18,18
ΕΠ[ι της γης ε]
ΣΤΑΙΔ[εδεμε]
ΝΑΕΝΤ[ω ουρα]
ΝΩ ΚΑΙ ΟΣΛ [..]
ΛΥΣΑΤΕΠΙΤΗΣ
[γ]ΕΣΕΣΤΑΙΛΕΛΥ
[μ]εναεντωου
[ρ]ΑΝΩ
18,22
ΚΙΣΑ[λ]Λ[α εως εβδο]
[α]ΜΙΝΑΜΗΝΑΕ
ΜΗΚ[ο]ΝΤΛ[κις ε]
[γ]ΩΥΜΙΝΟΤΙ
ΠΤΛ
ΔΙΑΤ[ου]
ΕΑΝΔΥΟΕΞΥΜΩ
ΤΟΟΜΟΙΩΟ[η]ΗΒ[α]
18,19 ΣΥΜΦΩΝΗΣΩ
18,28
[οφειλε]ΝΑΥ
[τω εκατον δ]ΗΝΑΠΙΑ
[και κρ[ΑΤΗΣΑΣ
[α]υτονεπνι
ΓΕΝΑΕΓΩΝΑ
ΠΟΔΟΣΕΠΕ[ων]
18,25
[αποδοθη]ΝΑΙ                       ΦΕΙΛΕΙΣΠΕΣ[ων]
18,26 [πεσων]ΟΥΝΟΔΥ         ΟΥΝΟΣΥΝΔΟ[υ]
[λος]ΠΡΟΣΕΚΥΝΕΙ               18,29 ΛΟΣΑΥΤΟΥΠΑ
α]ΥΤΩΛΕΓΩΝΚΕ                   ΡΕΚΑΛΕΙ ΑΥΤ[ον]
ΜΑΚΡΟΘΥΜΗΣΟ                 ΛΕΓΩΝΜΑΚΡ[ο]
[ε]ΠΕΜΕΚΑΙΠΑΝ                   ΘΥΜΕΣΟΝΕΠΕ
Lieu de conservation
Il est actuellement conservé à la Österreichische Nationalbibliothek (Pap. G. 39782), à Vienne.
Le manuscrit a été examiné par Karl Wessely (1900), Joseph Karabacek, and Gregory (1887).